# Goosefeld

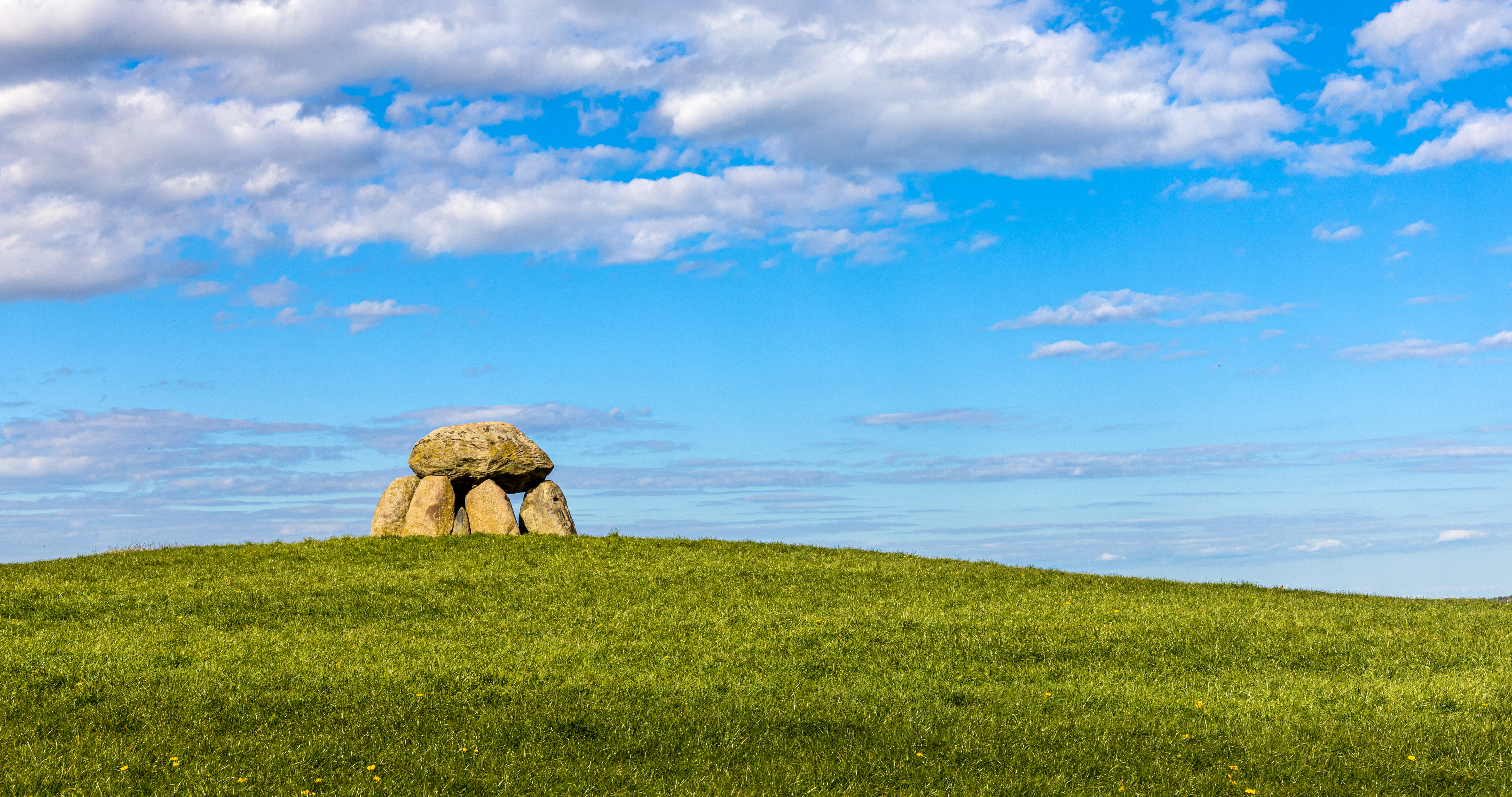
Tombe 4 des mégalithes de Goosefeld. Avril 2020.

Goosefeld (en danois: Gosby) est une municipalité allemande située dans le land du Schleswig-Holstein et dans l'arrondissement de Rendsburg-Eckernförde. En 2015, sa population est de 730 habitants.